# ريمي مارتن
ريمي مارتن (بالفرنسية: Rémy Martin)‏ هو لاعب اتحاد الرغبي فرنسي، ولد في 10 مايو 1979 في أوبيناس في فرنسا.

## وصلات خارجية
- ريمي مارتن عل موقع إسبنسكروم (الإنجليزية)
- ريمي مارتن على موقع ItsRugby.co.uk (الإنجليزية)